# Popesd
Popesd románul: Popești, falu Romániában, Erdélyben, Hunyad megyében.

## Fekvése
Vajdahunyadtól északnyugatra, Dévától délnyugatra,  Kersec, Keresztényalmás, Szárazalmás és Zsoszány közt fekvő település.

## Története
Popesd nevét 1439-ben Papesd néven (Csánki) említette először oklevél, a következő említése 1733-ban volt Popesti néven.
A trianoni békeszerződés előtt Hunyad vármegye Dévai járásához tartozott.
1910-ben 401 görögkeleti ortodox lakosa volt.

## Források

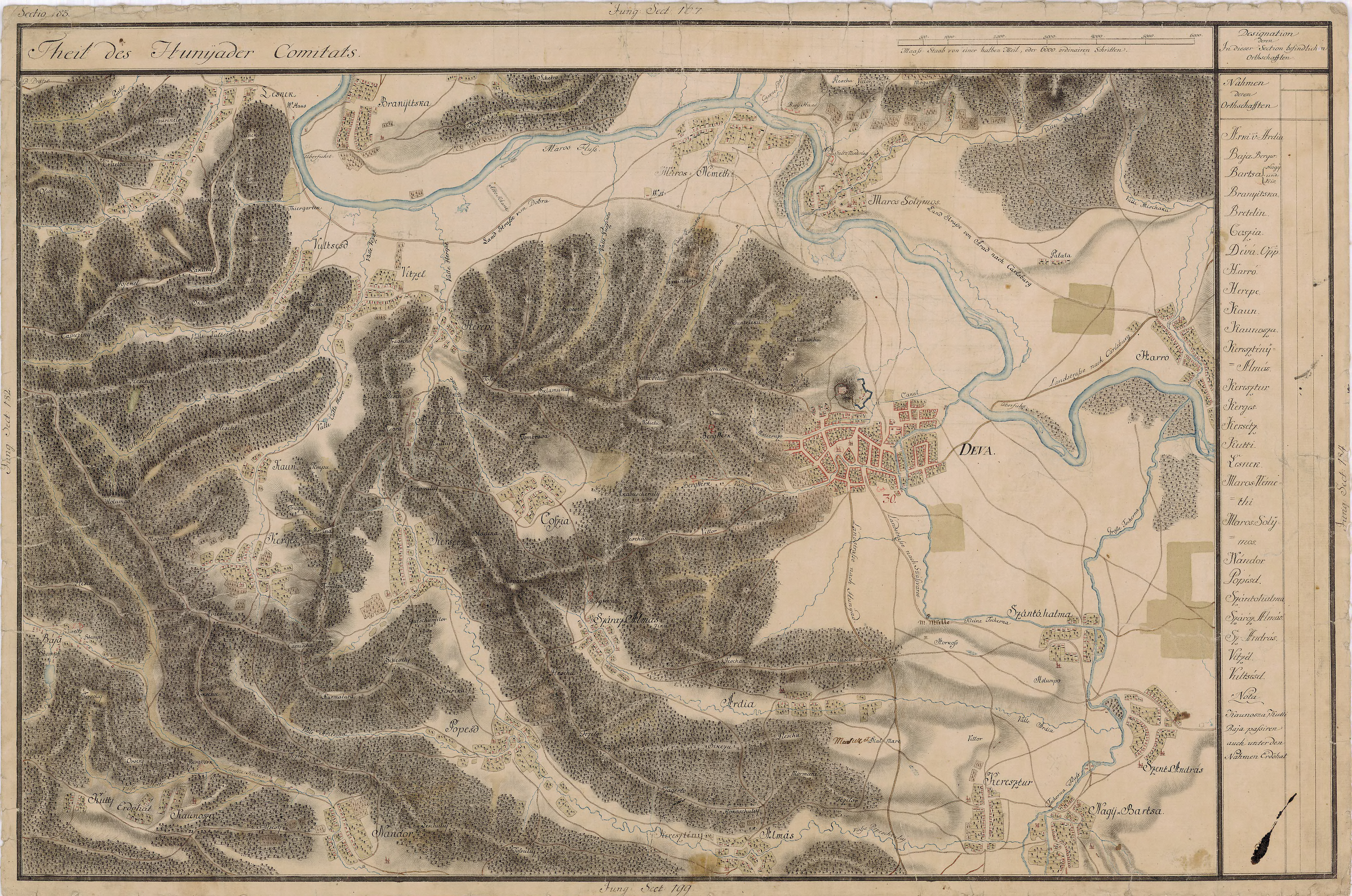
Popesd egy régi térképen